# Intención del autor
En teoría literaria y estética, este concepto se refiere a la intención de un autor tal como está codificada en su trabajo. La teoría de la intención del autor o intencionalismo aborda la idea de que las intenciones de un autor deben limitar las formas en que se interpreta adecuadamente un texto. Sus opositores, que socavaron su importancia hermenéutica, han etiquetado esta posición como falacia intencional y la cuentan entre las falacias informales . 

## Diferentes actitudes hacia el intencionalismo en la teoría literaria.

### Nueva crítica
La Nueva Crítica, defendida por Cleanth Brooks, WK Wimsatt, TS Eliot y otros, argumentó que la intención del autor es irrelevante para comprender una obra literaria. Wimsatt y Monroe Beardsley sostienen en su ensayo "La falacia intencional" que "el diseño o la intención del autor no está disponible ni es deseable como estándar para juzgar el éxito de una obra de arte literario". Argumentan que el autor no puede reconstruirse a partir de un escrito : el texto es la fuente principal de significado y cualquier detalle de los deseos o la vida del autor es secundario. Wimsatt y Beardsley sostienen que incluso los detalles sobre la composición de la obra o el significado y propósito pretendidos por el autor que podrían encontrarse en otros documentos como diarios o cartas son "privados o idiosincrásicos, esto es, no forman parte de la obra como un hecho lingüístico" y, por tanto, son secundarios respecto al compromiso riguroso del lector capacitado con el propio texto. 
Wimsatt y Beardsley dividen la evidencia utilizada al hacer interpretaciones de la poesía (aunque su análisis se puede aplicar igualmente a cualquier otra manifestación artística)[cita requerida] en tres categorías:
Evidencia interna (o pública)
La evidencia interna se refiere a lo que se presenta dentro de un trabajo determinado. Esta evidencia interna incluye una gran familiaridad con las convenciones de la lengua y la literatura: "se descubre a través de la semántica y la sintaxis de un poema, a través de nuestro conocimiento habitual de la lengua, a través de gramáticas, diccionarios y toda la literatura que es la fuente de los diccionarios"; en general, a través de todo lo que constituye una lengua y una cultura". Analizar una obra de arte basándose en evidencia interna no dará como resultado una falacia intencional.
Evidencia externa (o privada)
Lo que no está literalmente contenido en la obra misma es externo a esa obra, incluidas todas las declaraciones públicas o privadas que el artista haya hecho sobre la obra de arte, ya sea en conversaciones, cartas, diarios u otras fuentes. La evidencia de este tipo está directamente relacionada con lo que el artista pudo haber intentado hacer, incluso o especialmente cuando no se desprende de la obra misma. Analizar una obra de arte basándose en evidencia externa probablemente dará como resultado una falacia intencional.
Evidencia intermedia
El tercer tipo de evidencia, la evidencia intermedia, incluye "significados privados o semiprivados atribuidos a palabras o temas usados por el autor o por una camarilla de la que es miembro". También se incluyen "la historia de las palabras" y "la biografía de un autor, su uso de las palabras y las asociaciones que las palabras tenían para él". Wimsatt y Beardsley abogan por el uso de evidencia intermedia en lugar de evidencia externa en la interpretación de una obra literaria, pero reconocen que estos dos tipos de evidencia "se combinan entre sí de manera tan sutil que no siempre es fácil trazar una línea entre ellos".
Por consiguiente, la evidencia interna de un texto (las palabras y sus propios significados), desde el punto de vista del intencionalismo, está abierta al análisis literario. La evidencia externa (cualquier cosa que no esté contenida en el texto mismo, como las declaraciones hechas por el poeta sobre el poema que se está interpretando) no pertenece a la crítica literaria. La preocupación por la intención del autor "desvía del poema". Según Wimsatt y Beardsley, un poema no pertenece a su autor sino que "está separado del autor al nacer y recorre el mundo más allá de su poder para intentarlo o controlarlo. El poema pertenece al público".

### Crítica psicoanalítica
En la crítica psicoanalítica, la biografía del autor y su estado inconsciente se consideraban parte del texto y, por tanto, la intención del autor podía recuperarse a partir de un texto literario, aunque ésta fuera inconsciente. Hay críticos que sostienen que esta característica inconsciente refuerza la idea de que el texto es autónomo, tanto por su profunda ambigüedad, como por las contradicciones no resueltas.  Esto supuestamente subraya dos implicaciones: primera, que el lector se ve obligado a inventar su propia interpretación; y segunda, el propio autor no tiene el control consciente. Entre los críticos que no suscriben el enfoque psicoanalítico de la intención del autor se encuentra Leo Strauss, quien argumentó que la respuesta a la cuestión de la intención sólo puede obtenerse del texto literario mismo. 

### Contextualismo de la escuela de Cambridge
La Escuela de Cambridge de hermenéutica contextualista, posición principalmente elaborada por Quentin Skinner, distingue en principio el significado lingüístico de los actos de habla: es decir, las cosas que hace la ejecución de un enunciado. Valga como ejemplo lo siguiente: normalmente, la ceremonia de matrimonio concluye con el intercambio de la expresión "Sí, quiero". En tal caso, pronunciar "Sí, quiero" no es simplemente informar de una disposición interna, sino realizar una acción, a saber, casarse . La fuerza pretendida del "sí, quiero" en tales circunstancias sólo puede recuperarse mediante la comprensión de algo sobre la compleja actividad social del matrimonio. De hecho, comprender un acto de habla es comprender qué convenciones regulan su significado. Dado que las acciones son siempre públicamente legibles (las realiza el propio discurso), esto presupone ningún conocimiento sobre los estados mentales del autor. La tarea es siempre la siguiente: con tanta información contextual como sea posible, ¿podemos establecer con qué convenciones interactuaba un texto y, por inferencia, para obtener la mejor explicación, cuál fue la intención del autor?

### Postestructuralismo
En el postestructuralismo, hay diferentes enfoques sobre la intención del autor. Para algunos de los teóricos que se derivan de Jacques Lacan, y en particular las teorías llamadas écriture féminine, el género y el sexo predeterminan las formas en que surgirán los textos, y el lenguaje de la textualidad en sí presentará un argumento que es potencialmente contrario a la intención consciente del autor. También está el caso de ED Hirsch, quien mantuvo la importancia de la conexión entre significado e intención del autor. Hirsch se opuso a la posición de los estructuralistas que sostenían que el lenguaje en sí transmite un significado independiente de la acción humana. 

### Crítica marxista
Para los teóricos literarios marxistas, la intención del autor es siempre un código para un conjunto particular de ideologías en la época del autor. Para los marxistas (especialmente los del tipo del realismo soviético), la intención del autor se manifiesta en el texto y debe ubicarse en un contexto de liberación y dialéctica materialista. Sin embargo, los teóricos de origen marxista han visto la intención del autor de una manera mucho más matizada. Raymond Williams, por ejemplo, postula que las producciones literarias siempre existen dentro de un contexto de posiciones ideológicas emergentes, resistentes y sintéticas. La intención del autor es recuperable del texto, pero siempre hay codificadas en él varias posiciones separadas. El autor podría estar argumentando conscientemente a favor del imperio, pero oculto dentro de ese argumento podría haber una respuesta a un contraargumento y la presentación de una síntesis emergente. Algunos miembros del grupo de la teoría de la recepción (Hans Robert Jauss, en particular) se han aproximado a la visión marxista al argumentar que las fuerzas de la recepción cultural revelan las posiciones ideológicas tanto del autor como de los lectores.

### Respuesta del lector
Las críticas desde la respuesta de los lectores o estética de la recepción, niegan la estabilidad y accesibilidad del significado, así como los enfoques ideológicos de los textos literarios que obligan a usar unas "gafas" para comprenderlos.  Estos críticos ven la intención del autor de diversas formas. En general, han argumentado que la intención del autor en sí misma es irrelevante y no puede recuperarse por completo. Sin embargo, la intención del autor dará forma al texto y limitará las posibles interpretaciones de una obra. La impresión que tiene el lector de la intención del autor es una fuerza operativa en la interpretación, pero la intención real del autor no lo es. Algunos críticos de esta escuela creen que la respuesta del lector es una transacción y que existe algún tipo de negociación entre la intención del autor y la respuesta del lector. Según Michael Smith y Peter Rabinowitz, este enfoque no se trata simplemente de la pregunta "¿Qué significa esto para mí?" porque si ese fuera el caso, se renuncia al poder del texto para transformar.

### Intencionalismo débil
El intencionalismo débil es una mezcla del intencionalismo con argumentos de la estética de la recepción. Mark Bevir en La lógica de la historia de las ideas considera que los significados son necesariamente intencionales, pero sugiere que las intenciones relevantes pueden ser tanto las de los lectores como las de los autores. Los intencionalistas débiles privilegian la intencionalidad para enfatizar que los textos no tienen significados en sí mismos. Creen que los significados son siempre significados para las personas, aunque sean las personas relevantes, ya sean autores o lectores.

### Intencionalismo extremo
En su libro Only Imagine: Fiction, Interpretation, and Imagination (2017), Kathleen Stock aboga por un enfoque "extremo" en la intención del autor en los textos de ficción. Propone que el texto de un autor tiene un cierto contenido ficticio si y sólo si el autor pretende que el lector imagine el contenido ficticio. El lector debe reconocer la intención y utilizarla en el proceso de imaginación. 

## En la crítica textual
La intención del autor es de gran interés práctico para algunos críticos textuales. Estos se conocen como intencionalistas y se identifican con la escuela de pensamiento Bowers-Tanselle. Sus discursos tienen como uno de sus objetivos más importantes la recuperación de las intenciones del autor (generalmente intenciones finales). Al preparar una obra para la prensa, un editor que trabaje según los principios esbozados por Fredson Bowers y G. Thomas Tanselle intentará construir un texto que se acerque a las intenciones finales del autor. Para la transcripción y composición tipográfica, la intencionalidad del autor puede considerarse primordial.
Un editor intencionalista investigaría constantemente los documentos en busca de rastros de la intención del autor. Por un lado, se puede argumentar que el autor siempre tiene una intención en lo que escribe y que, en diferentes momentos, el mismo autor puede tener intenciones muy diferentes. Por otro lado, en algunos casos un autor puede escribir algo que no estaba en su intención. Por ejemplo, un intencionalista consideraría para enmienda los siguientes casos:
- El manuscrito del autor escribe mal una palabra: se suele suponer que se trata de un error de intención. Los procedimientos editoriales para obras disponibles en "ediciones no autorizadas" (e incluso aquellas que no siempre están exentas) a menudo especifican la corrección de dichos errores.
- El manuscrito del autor presenta lo que parece ser un mal formato del texto: una oración se ha dejado sin terminar. Se supone que el autor podría haberse arrepentido de no haber comenzado un nuevo párrafo, pero no vio este problema hasta después, hasta la relectura.
- El manuscrito del autor presenta un error fáctico.

En casos como estos en los que el autor vive, el propio editor podría preguntarle y adherise a la intención explícitamente expresada. En los casos en que el autor haya fallecido, un intencionalista intentaría acercarse a la intención del autor. Las voces más fuertes que contradicen el énfasis en la intención del autor en la edición académica han sido D. F. McKenzie y Jerome McGann, defensores de un modelo que da cuenta del "texto social", rastreando transformaciones materiales y encarnaciones de obras sin privilegiar una versión sobre otra.

## Otras lecturas
- William J. Abraham (1988). " Intenciones y lógica de la interpretación ", The Ashbury Theological Journal 43.1: 11-25.
- Dowling, William C. "La falacia de género", en Theory's Empire: An Anthology of Dissent . Ed. Daphne Patai y Will Corral. Nueva York: Columbia University Press, 2005.

- Datos: Q371308